# 6307-es mellékút (Magyarország)
A 6307-es számú mellékút egy Fejér vármegyei mellékút a Mezőföldön, amely a 61-es főutat köti össze a 7-es főúttal. Teljes hosszában párhuzamos az észak-északnyugati irányban húzódó 63-as főúttal, de attól néhány kilométerre nyugatra helyezkedik el, a Sárvíz széles, mocsaras völgyének túlsó, nyugati oldalán, és a szerepe a főútétól számottevően kisebb. A Cece és Székesfehérvár közötti, a 63-as út által nem érintett települések legfontosabb útja. A vármegye leghosszabb mellékútjai közé tartozik.

## Nyomvonala
Cece és Simontornya között majdnem félúton – előbbi településhez közelebb – ágazik ki észak-északnyugati irányban a 61-es főútból, közigazgatásilag Sáregres területén. Kiindulási pontjától végig nagyjából ugyanezt az irányt követi. Egy kilométer után éri el Sáregres belterületét, ahol előbb Zrínyi Miklós utca, utána Kossuth Lajos utca, majd Rákóczi Ferenc utca a neve. Második kilométerénél kiágazik belőle a 63 309-es út a Budapest–Pécs-vasútvonal Sáregres megállóhelyére, majd 2,5 kilométer után keresztezi is a vasutat. Onnan tovább már Ady Endre utca néven húzódik tovább, mígnem 3,6 kilométer után kilép a település házai közül, majd 4. kilométere körül keleti irányban a rétszilasi tórendszer tógazdaságának üzemeltetésében álló út ágazik le Rétszilas vasútállomás felé.
Hetedik kilométere után lépi át Sárbogárd város határát; a központot messze elkerüli ugyan – az a 63-as főút mentén, a Sárvíz mocsárvilágának túlsó oldalán fekszik –, de több, hozzá tartozó településrészen is áthalad: sorrendben előbb Örspusztán, majd Sárhatvanon, végül Nagyhörcsökpusztán. Örspusztát 9,5 kilométer után éri el, ott találkozik a 6306-os úttal, amely Sárbogárd Sárszentmiklós városrészét (illetve a 63-as főutat) köti össze Mezőszilassal és a 64-es főúttal, és amely ezen a szakaszon a hatodik kilométere közelében jár. Nagyjából 400 méternyi közös szakaszuk következik, északkeleti irányban – kilométer-számozás tekintetében ellenkező irányban számozódva –, majd a 6307-es a korábbi irányában, észak-északnyugatnak folytatódik tovább. 12,9 kilométer után éri el Sárhatvan belterületét, ott József Attila utca néven húzódik, bő egy kilométeren keresztül. Nagyhörcsökpusztát a 17. kilométerénél éri el az út, ott torkollik bele, a 17+300-as kilométerszelvénye táján a 6305-ös út, 9 kilométer megtételét követően – ez utóbbi Sárbogárd vasútállomás térségétől vezet idáig, Alsótöbörzsökön keresztül.
Nem sokkal a 19. kilométere előtt lép át az út a Sárbogárdi járásból a Székesfehérvári járásba, Káloz területére. A huszadik kilométere előtt ágazik ki belőle egy alsóbbrendű, számozatlan bekötőút nyugat-délnyugati irányban, Kishörcsökpuszta felé, majd 22,7 kilométer után Káloz központjába érkezik az út. Itt a települési neve előbb Ország út, majd a központtól északra Fehérvári út; ott, ahol nevet vált, beletorkollik délnyugat felől a 6304-es út, a 23+750-es kilométerszelvénye táján, majd a község északi részén, 24+650-es kilométerszelvénynél csatlakozik hozzá a 6209-es út is, amely Adony és Iváncsa határától húzódik idáig, majdnem pontosan 34 kilométeren keresztül, Szabadegyháza, Sárosd és Sárkeresztúr települések érintésével. 24,9 kilométer után lép ki az út Káloz házai közül, de csak 26,8 kilométer után lép a következő település, Soponya területére.
28,8 kilométer után éri el Soponya Nagyláng településrészét, amelynek keleti szélén húzódik, Petőfi utca néven. Néhány száz méterrel arrébb beletorkollik egy, a községet Kislánggal összekötő önkormányzati út, keleti irányból pedig egy erdészeti út Aba felől, onnan tovább már Soponya központjában halad, változatlan néven. 32,6 kilométer után lép ki teljesen Soponya lakott területéről, és a 34. kilométerénél lépi át Csősz határát. Ez a falu az úttól nyugatra fekvő zsáktelepülés, lakott területei csak a 63 102-es számú kis bekötőúton érhetők el, amely a 34+550-es kilométerszelvény táján ágazik ki az útból.
35,5 kilométer után éri el a következő település, Tác határszélét, nagyjából egy kilométerem át Csősz és Tác határvonalát kíséri, utána lép csak teljesen táci területre. A község legdélibb házait 38,3 kilométer után éri el, ahol az Ady Endre utca nevet veszi fel. 39,4 kilométer után ágazik ki belőle egy számozatlan, alsóbbrendű bekötőút északkeleti irányban, Gorsium római kori romterülete felé. A folytatásban a belterület keleti szélén húzódik, majd 40,3 kilométer után teljesen elhagyja a település házait.
Az út által érintett utolsó település Szabadbattyán, ennek területére kevéssel a 41. kilométere előtt érkezik meg az út. A 42+150-es kilométerszelvénye táján keresztezi a Budapest–Murakeresztúr-vasútvonal és a Börgönd–Szabadbattyán–Tapolca-vasútvonal közös szakaszát, majd eléri az M7-es autópálya Szabadbattyán–Tác-Gorsium csomópontját. Először a Nagykanizsa felőli forgalom 70 456-os számú lehajtó ágával és a Budapest felé vezető, 70 458-as számú felhajtó ággal találkozik, nyugati irányból, 42,3 kilométer után, majd nagyjából 300 méterrel arrébb kiágazik belőle kelet felé a Szabadbattyán vasútállomásra vezető 63 302-es út. Ezután halad át felüljárón az autópálya fölött, amely itt majdnem pontosan a 70. kilométerénél jár. A túloldalon, már majdnem a 43. kilométerénél torkollik bele az ellenkező pályairány le- és felhajtó ágait egyesítő 70 455-ös számú, kétirányú csomóponti ág, kelet felől. Itt már Szabadbattyán házai között halad, Széchenyi utca néven, észak-északnyugati irányban, így is ér véget, beletorkollva a 7-es főútba, amely itt a 78+4500-as kilométerszelvényénél jár. Ettől a kereszteződéstől mindössze néhány lépésnyire ágazik ki a 7-es főútból a Nádasdladány és Berhida érintésével Litérig vezető 7202-es út északnyugati irányban.
Teljes hossza, az országos közutak térképes nyilvántartását szolgáló kira.gov.hu adatbázisa szerint 44,287 kilométer.

## Települések az út mentén
- Sáregres
- Sárbogárd-Örspuszta
- Sárbogárd-Sárhatvan
- Sárbogárd-Nagyhörcsökpuszta
- Káloz
- Soponya-Nagyláng
- Soponya
- Csősz
- Tác
- Szabadbattyán